# Дзамбони, Луиджи
Луиджи Дзамбони (итал. Luigi Zamboni, Болонья, 12 октября 1772 — Болонья, 18 августа 1795), итальянский революционер. Студент Болонского университета, вместе с Джованни Баттиста Де Роландисом считается одним из первых мучеников итальянского единства и вдохновителем идеи принятия итальянского национального флага — триколора.

## Биография
В 1791 году Луиджи Дзамбони, студент-юрист Болонского университета, установил контакт с самозванным «аббатом» Баусетом (он же Кристоф Саличети), политическим комиссаром Парижской Директории. Той же весной Дзамбони распространил несколько манифестов, воспевающих политическое обновление Европы, произведённое Французской революцией. Не встретив общественного понимания, уехал из Болоньи в Марсель, где вступил во французскую армию на должность знаменосца. Получил некоторый боевой опыт на Корсике у Перпиньяно в рядах Руссильонского ополчения в звании младшего лейтенанта, затем Кристоф Саличети убедил его принять участие в секретной миссии. Вместе с Дзамбони на борт «Тирренской фелюки» взошли тосканец Филиппо Буонарроти, генерал Рено, Саличети и адвокат Бозелли из Генуи — представители масонских кругов, поддержавших восстание в Париже в 1789 году, которые теперь стремились распространить идеи Французской революции по всей Европе.
Возле Корсики их поджидали три других военных корабля, вместе с которыми они достигли ближайшего сардинского острова Сан-Пьетро, который заняли без единого выстрела, назвав его «Островом свободы» и учредив новую администрацию, которая руководствовалась французскими республиканскими принципами управления. Опыт деятельности новой власти в Карлофорте, столице острова, оказался столь успешным, что многие женщины выходили замуж за французских солдат и моряков с полного одобрения священников и местного общества.
Спустя три месяца Дзамбони по приказу Саличети предпринял поездку в Рим. Ему поручили вступить в армию Папы Пия VI, дабы изучить её организацию и военную стратегию. Для этого задания Дзамбони взял имя Луиджи Ринальди. Вернувшись в Болонью, он сообщил добытые данные Саличети. Затем из Карлофорте Дзамбони получил новое задание: организовать восстание болонцев против абсолютистского господства церкви, привлекая к участию в нем студентов Болонского университета.
Под руководством вездесущего Саличети Дзамбони вдохновил этими идеалами нескольких молодых людей, в том числе Джованни Баттиста Де Роландиса, Антонио Суччи, Камилло Томезани, Антонио Форни, Анджело Сассоли, Томазо Бамбоцци, Пьетро Гавазетти, Джованни Осбеля, Джованни Калори и других. Не все из них были студентами, имелось также несколько выпускников, входили в число заговорщиков и просто люди с улицы, решительно настроенные против абсолютистского и антидемократического правления Папской области, в тот период полностью контролируемой прелатами Верховной Священной Конгрегации Римской и Вселенской Инквизиции.
Де Роландис (опытный фехтовальщик) и Дзамбони взяли на себя руководство. Писали манифесты, а также с помощью матери и тети последнего, Бриджид и Барбары Борги изготовили кокарды по французскому образцу, заменив в них голубой цвет зеленым.

### Роль в зарождении итальянского национального флага
В библиографии XIX века преобладала точка зрения, что Луиджи Дзамбони, уроженец Болоньи (столицы провинции Эмилия-Романья), и Джованни Баттиста Де Роландис, родом из Кастелл'Альферо (провинция Асти) осенью 1794 г. соединили белый и красный цвета, символизирующие эти города, с зеленым — цветом надежды на торжество итальянской национальной революции, целью которой было дать большинству народа чувство достоинства и отменить ограничения, наложенные абсолютистской тиранией.
Это предположение было впервые выдвинуто историком Витторио Фьорини. Однако, сегодня его мнение поставлено под сомнение новейшими исследованиями, которые связывают происхождение триколора с идеологическим и политическим влиянием Французской революции, а замену голубой полосы на зеленую — желанием подчеркнуть приверженность национальным корням, хотя аллегорическое значение осталось тем же самым: «Свобода, Равенство, Братство», что со своей стороны признал Джованни Баттиста де Роландис в своих показаниях Трибуналу инквизиции в Торроне.

### Восстание в Болонье
В ночь с 13 на 14 ноября 1794 г., накануне назначенного срока восстания, стало известно о предательстве одного из заговорщиков, некого доктора Суччи, и Дзамбони отказался от своей идеи. Оба студента бежали и были схвачены недалеко от Болоньи, в районе Ковильяио коммуны Фиренцуола, в долине реки Сантерно, и заключены в тюрьмы вместе с их девятнадцатью сообщниками.
Луиджи Дзамбони был найден мертвым 18 августа 1795 г. в камере, прозванной «Ад», где содержался с двумя преступниками. Обстоятельства смерти остаются неясными: существует мнение, что убийство совершено по приказу швейцарской гвардии Трибунала инквизиции; согласно другим историческим источникам, обреченный молодой человек предпочел свести счеты с жизнью. Де Роландис был повешен 23 апреля 1796 г. после жестоких пыток.

## Сохранение памяти
Множество исторических трудов и литературных произведений посвящено Де Роландису и Дзамбони. Среди них итальянцам наиболее памятна ода Джозуэ Кардуччи «На двадцатую годовщину» («Nel vigesimo anniversario»), посвященная жителям Болоньи. Имя Дзамбони носит улица в Болонье, которая связывает Две Башни с Воротами Св. Донато и проходит через территорию Болонского университета.
Кокарда, которую носил Де Роландис во время восстания 1794 г. (спасенная адвокатом Альдини) находится в Музее студентов Болонского университета на улице Дзамбони, 33.